# Laßnitz bei Murau
Laßnitz bei Murau è una frazione di 1 039 abitanti del comune austriaco di Murau, nell'omonimo distretto (Stiria). Già comune autonomo, il 1º gennaio 2015 è stato aggregato a Murau assieme agli altri ex comuni di Stolzalpe e Triebendorf.